# Йордан Чобанов
Йордан Неделчев Чобанов е български юрист и дипломат.

## Биография
Роден е в Разград на 27 септември 1900 г. или на 28 септември 1905 г. Син на Неделчо Чобанов, активен деец на БРСДП (тесни социалисти) в Разград. Йордан Чобанов учи в Мъжката гимназия в Разград, където става съосновател на комунистическо младежко дружество. Насочва се към висше образование по електроинженерство, по-късно учи право в Лион, Франция и в Швейцария, където участва в местните комунистически партии.
След завръщането си в България през 1934 година адвокатства първо в Пловдив, после в Разград. Член е на Българската комунистическа партия. От 1936 до 1942 г. е секретар на Околийския комитет на БКП в Разград. През 1942 г. след провал, като секретар на Околийския комитет в Разград на нелегалната Комунистическа партия, е осъден на доживотен затвор.
На 9 септември 1944 г. излиза от затвора и е назначен за помощник-командир на Деветнадесети пехотен шуменски полк (6 октомври 1944), с който участва в Отечествената война.
Като депутат в VІ ВНС е избран за секретар на Президиума на ВНС. През 1949 г. е изпратен за посланик в Турция, където работи до 1954 г. През периода 9 април 1954 – 14 март 1959 година е главен прокурор на България. От 1959 до 1962 г. е постоянен представител в Организацията на обединените нации.
Йордан Чобанов умира в София от рак след погрешно поставена първоначална диагноза синузит през 1965 г.
За активната си антифашистка, държавна и дипломатическа работа е обявен за почетен гражданин на Разград.